# 841

841(팔백사십일)은 840보다 크고 842보다 작은 자연수다.

## 수학
- 합성수로, 그 약수는 1, 29, 841이다. 진약수의 합은 30이므로, 841은 부족수다.
- 29번째 제곱수(292)다. 앞의 제곱수는 784, 다음은 900이다.
- {\displaystyle 841=20^{2}+21^{2}}
  - 21번째 중심있는 사각수로, 연속하는 두 자연수의 제곱합으로 나타낼 수 있다. 앞의 중심있는 사각수는 761, 다음은 925다.
- 16번째 중심있는 칠각수다. 앞의 중심있는 칠각수는 736, 다음은 953이다.
- 피타고라스 삼조의 빗변의 길이이다. ({\displaystyle 41^{2}+840^{2}=841^{2}})[a]
- {\displaystyle 841=277+281+283}
  - 연속하는 세 소수(素數)의 합으로 나타낼 수 있으며, 이 성질을 지닌 앞의 수는 829, 다음 수는 857이다.
- {\displaystyle 841=73+79+83+89+97+101+103+107+109}
  - 연속하는 소수(素數) 9개의 합으로 나타낼 수 있으며, 이 성질을 지닌 앞의 수는 803, 다음 수는 881이다.
- {\displaystyle 41^{4}-1}은 841로 나누어떨어진다.

## 과학
- NGC 841(독일어판, 프랑스어판): 안드로메다자리 방향에 있는 막대나선은하.

## 교통
- 유럽 고속도로 841호선: 이탈리아 아벨리노에서 살레르노까지 이어지는 유럽 고속도로.
- 841번 홋카이도도(일본어판)

## 군사
- 841 해군 항공대(영어판): 과거 존재한 영국의 해군 항공대.
- U-841(영어판, 독일어판): 제2차 세계 대전에 사용된 나치 독일의 군용 잠수함.

## 문화유산
- 대한민국의 보물 제841호: 간평일구·혼개일구

## 기타
- 연도: 841년, 기원전 841년
- ‘야요이(やよい)’의 숫자 고로아와세.